# Parauxa alluaudii
Parauxa alluaudii är en skalbaggsart som först beskrevs av Leon Fairmaire 1895.  Parauxa alluaudii ingår i släktet Parauxa och familjen långhorningar.
Artens utbredningsområde är Madagaskar. Inga underarter finns listade i Catalogue of Life.